# Armadillidium aelleni
Armadillidium aelleni is een pissebed uit de familie Armadillidiidae. De wetenschappelijke naam van de soort is voor het eerst geldig gepubliceerd in 1982 door Caruso & Ferrara.